# Список подводных лодок ВМС Турции

В данной статье приведён список всех подводных лодок военно-морских сил Турецкой республики, когда-либо находившихся в составе турецкого флота, начиная с 10 июля 1920 года, когда было образовано Управление военно-морских дел Турции. Подводные лодки представлены в таблице в хронологическом порядке с момента своего принятия в состав ВМС Турции; указаны проект подлодок, их класс в составе ВМС Турции и годы службы. В данный список не включены подводные лодки военно-морского флота Османской империи.

## Список подлодок
Легенда для таблицы
 Подлодка находится в строю
 Подлодка строится или ещё не введена в эксплуатацию
 Подлодка отслужила свой срок и была списана
 Подлодка была потеряна (в том числе для реквизированных)
| Название на русском | Оригинал названия          | Изображение | Исходный тип                                         | Тип в ВМС Турции                                     | Верфь                                                                        | Спущена                         | Введена в строй                         | Списана                                      | Примечания |
| ------------------- | -------------------------- | ----------- | ---------------------------------------------------- | ---------------------------------------------------- | ---------------------------------------------------------------------------- | ------------------------------- | --------------------------------------- | -------------------------------------------- | --- |
| Биринджи Инёню      | TCG Birinci İnönü          |             | Pu46 (на базе типа UB III)                           | Биринджи Инёню (тур. Birinci İnönü)                  | Fijenoord, Роттердам                                                         | 29 января или 1 февраля 1927    | 9 июня 1928                             | 1948                                         | Одна из двух подлодок, хронологически первыми принятых на вооружение ВМС Турецкой Республики                                                                                                |
| Икинджи Инёню       | TCG İkinci İnönü           |             | Pu46 (на базе типа UB III)                           | Биринджи Инёню (тур. Birinci İnönü)                  | Fijenoord, Роттердам                                                         | 12 марта 1927                   | 9 июня 1928                             | 1948                                         | Одна из двух подлодок, хронологически первыми принятых на вооружение ВМС Турецкой Республики                                                                                                |
| Думлупынар          | TCG Dumlupınar             |             | Модификация типа «Пизани»                            | Модификация типа «Пизани»                            | CNT, Монфальконе                                                             | 4 марта 1931                    | 6 ноября 1931                           | 1949                                         | Подводный минный заградитель |
| Сакарья             | TCG Sakarya                |             | Модификация типа «Аргонавт»                          | Модификация типа «Аргонавт»                          | CNT, Монфальконе                                                             | 2 или 5 февраля 1931            | октябрь 1931 или 6 ноября 1931          | 1949                                         | — |
| Гюр                 | TCG Gür                    |             | E1 (развитие типа IA и предтеча проекта Е2)          | Гюр (тур. Gür)                                       | Echevarrieta y Larrinaga, Кадис                                              | 22 октября 1930                 | 29 декабря 1936                         | 1947                                         | Приобретена Турцией в 1934 году, доставлена в Турцию в январе 1935 года. |
| Салдырай            | TCG Saldıray               |             | Тип IXA                                              | Ай (тур. Ay) / Салдырай (тур. Saldıray)              | Germaniawerft, Киль                                                          | 23 июля 1938                    | 5 июня 1939                             | 1958                                         | — |
| Атылай              | TCG Atılay                 |             | Тип IXA                                              | Ай (тур. Ay) / Салдырай (тур. Saldıray)              | Germaniawerft, Киль (или Valde & Gölcük, Стамбул)                            | 1938 или 19 мая 1939            | 23 апреля 1940                          | 14 июля 1942                                 | Подорвалась на мине и затонула во время учений близ Чанаккале. |
| Батырай             | TCG Batıray                | —           | Тип IXA                                              | нет (см. примечания)                                 | Germaniawerft, Киль                                                          | 28 августа или 28 сентября 1938 | 20 октября 1939                         | 3 мая 1945                                   | Строилась изначально как подводный минный заградитель. Реквизирована Германией, вошла в кригсмарине под названием UA. Затоплена экипажем в Киле.                                            |
| Йылдырай            | TCG Yıldıray               |             | Тип IXA                                              | Ай (тур. Ay) / Салдырай (тур. Saldıray)              | Valde & Gölcük, Стамбул                                                      | 26 или 28 августа 1939          | 15 января 1946                          | 1957 или 1958                                | — |
| Оруч Реис           | TCG Oruç Reis              |             | Тип «Оруч Реис» (модификация британского типа S      | Тип «Оруч Реис» (модификация британского типа S      | Vickers, Барроу-ин-Фернесс                                                   | 19 июля 1940                    | 9 мая 1942                              | 1957 или 1958                                | Была заказана ещё до Второй мировой войны Турцией. После начала войны вошла в состав ВМС Великобритании, получила имя P611.                                                                 |
| Мурат Реис          | TCG Murat Reis             |             | Тип «Оруч Реис» (модификация британского типа S      | Тип «Оруч Реис» (модификация британского типа S      | Vickers, Барроу-ин-Фернесс                                                   | 20 июля 1940                    | 25 июня 1942                            | 1957 или 1958                                | Была заказана ещё до Второй мировой войны Турцией. После начала войны вошла в состав ВМС Великобритании, получила имя P612.                                                                 |
| Бурак Реис          | TCG Burak Reis             |             | Тип «Оруч Реис» (модификация британского типа S      | Тип «Оруч Реис» (модификация британского типа S      | Vickers, Барроу-ин-Фернесс                                                   | 19 октября 1940                 | 19 января 1946                          | 1957 или 1958                                | Была заказана ещё до Второй мировой войны Турцией. После начала войны вошла в состав ВМС Великобритании, получила имя P614.                                                                 |
| Улуч Али Реис       | TCG Uluç Ali Reis          |             | Тип «Оруч Реис» (модификация британского типа S      | Тип «Оруч Реис» (модификация британского типа S      | Vickers, Барроу-ин-Фернесс                                                   | 1 ноября 1940                   | 24 марта 1942                           | 18 апреля 1943                               | Была заказана ещё до Второй мировой войны Турцией. После начала войны вошла в состав ВМС Великобритании, получила имя P615. В состав ВМС Турции не возвращалась. Потоплена подлодкой U-123. |
| Биринджи Инёню      | TCG Birinci İnönü (S-330)  |             | Тип «Балао» (не модернизированная)                   | Тип «Балао» (не модернизированная)                   | Electric Boat, Гротон                                                        | 25 июня 1944                    | 23 мая 1948                             | 12 августа 1972                              | Бывшая подлодка ВМС США USS Brill (SS-330). |
| Икинджи Инёню       | TCG İkinci İnönü (S-331)   |             | Тип «Балао» (не модернизированная)                   | Тип «Балао» (не модернизированная)                   | Electric Boat, Гротон                                                        | 7 мая 1944                      | 23 мая 1948                             | 20 ноября 1973                               | Бывшая подлодка ВМС США USS Blueback (SS-326). |
| Сакарья             | TCG Sakarya (S-332)        |             | Тип «Балао» (не модернизированная)                   | Тип «Балао» (не модернизированная)                   | Electric Boat, Гротон                                                        | 21 мая 1944                     | 23 мая 1948                             | 12 декабря 1975                              | Бывшая подлодка ВМС США USS Boarfish (SS-327). |
| Чанаккале           | TCG Çanakkale (S-333)      |             | Тип «Балао» (не модернизированная)                   | Тип «Балао» (не модернизированная)                   | Electric Boat, Гротон                                                        | 6 августа 1944                  | 16 ноября 1950                          | 4 мая 1972                                   | Бывшая подлодка ВМС США USS Bumper (SS-333). |
| Гюр                 | TCG Gür (S-334)            |             | Тип «Балао» (не модернизированная)                   | Тип «Балао» (не модернизированная)                   | Electric Boat, Гротон                                                        | 18 июня 1944                    | 23 мая 1948                             | 12 декабря 1975                              | Бывшая подлодка ВМС США USS Chub (SS-329). |
| Думлупынар          | TCG Dumlupınar (S-335)     |             | Тип «Балао» (не модернизированная)                   | Тип «Балао» (не модернизированная)                   | Electric Boat, Гротон                                                        | 23 апреля 1944                  | 16 ноября 1950                          | 4 апреля 1953†                               | Бывшая подлодка ВМС США USS Blower (SS-325), затонула в Дарданеллах. |
| Превезе             | TCG Preveze (S-340)        |             | Тип «Балао» (не модернизированная)                   | Тип «Балао» (не модернизированная)                   | Manitowoc, Манитовок                                                         | 26 сентября 1943                | 7 августа 1954                          | 4 мая 1972                                   | Бывшая подлодка ВМС США USS Guitarro (SS-363). |
| Джербе              | TCG Cerbe (S-341)          |             | Тип «Балао» (не модернизированная)                   | Тип «Балао» (не модернизированная)                   | Manitowoc, Манитовок                                                         | 24 октября 1943                 | 7 августа 1954                          | 4 мая 1972                                   | Бывшая подлодка ВМС США USS Hammerhead (SS-364). |
| Тургутреис          | TCG Turgutreis (S-342)     | —           | Тип «Балао» (оснащена шноркелем по программе GUPPY)  | Тип «Балао» (оснащена шноркелем по программе GUPPY)  | Electric Boat, Гротон                                                        | 12 февраля 1944                 | 17 октября 1958                         | 5 апреля 1983                                | Бывшая подлодка ВМС США USS Bergall (SS-320). |
| Пириреис            | TCG Pirireis (S-343)       |             | Тип «Балао» (оснащена шноркелем по программе GUPPY)  | Тип «Балао» (оснащена шноркелем по программе GUPPY)  | Manitowoc, Манитовок                                                         | 9 ноября 1944                   | 20 апреля 1960                          | 20 ноября 1973                               | Бывшая подлодка ВМС США USS Mapiro (SS-376). |
| Хызырреис           | TCG Hızırreis (S-344)      |             | Тип «Балао» (оснащена шноркелем по программе GUPPY)  | Тип «Балао» (оснащена шноркелем по программе GUPPY)  | Electric Boat, Гротон                                                        | 17 января 1945                  | 20 апреля 1960                          | 9 октября 1980                               | Бывшая подлодка ВМС США USS Mero (SS-378). |
| Думлупынар          | TCG Dumlupınar (S-339)     |             | Тип «Балао» (модернизирована по программе GUPPY IA)  | Тип «Балао» (модернизирована по программе GUPPY IA)  | Electric Boat, Гротон                                                        | 30 марта 1944                   | 24 августа 1972                         | 23 декабря 1983                              | Бывшая подлодка ВМС США USS Caiman (SS-323), разрезана на металл в 1987 году. |
| Буракреис           | TCG Burakreis (S-335)      |             | Тип «Балао» (модернизирована по программе GUPPY IIA) | Тип «Балао» (модернизирована по программе GUPPY IIA) | Portsmouth Naval Shipyard                                                    | 28 марта 1944                   | 14 декабря 1970 или 8 августа 1971      | 1 июля 1996                                  | Бывшая подлодка ВМС США USS Sea Fox (SS-402). |
| Муратреис           | TCG Muratreis (S-336)      |             | Тип «Балао» (модернизирована по программе GUPPY IIA) | Тип «Балао» (модернизирована по программе GUPPY IIA) | Portsmouth Naval Shipyard                                                    | 27 января 1944                  | 17 ноября 1970 или 17 декабря 1971      | 8 августа 2001                               | Бывшая подлодка ВМС США USS Razorback (SS-394). |
| Оручреис            | TCG Oruçreis (S-337)       |             | Тип «Балао» (модернизирована по программе GUPPY IIA) | Тип «Балао» (модернизирована по программе GUPPY IIA) | Portsmouth Naval Shipyard                                                    | 27 октября 1943                 | 3 мая 1972                              | 15 сентября 1986                             | Бывшая подлодка ВМС США USS Pomfret (SS-391), разрезана на металл в 1987 году. |
| Превезе             | TCG Preveze (S-345)        |             | Тип «Балао» (модернизирована по программе GUPPY IIA) | Тип «Балао» (модернизирована по программе GUPPY IIA) | Electric Boat, Гротон                                                        | 17 декабря 1944                 | 24 октября 1972 или 24 августа 1973     | 20 марта 1986                                | Бывшая подлодка ВМС США USS Entemedor (SS-340), разрезана на металл в 1987 году. |
| Биринджи Инёню      | TCG Birinci İnönü (S-346)  |             | Тип «Балао» (модернизирована по программе GUPPY IIA) | Тип «Балао» (модернизирована по программе GUPPY IIA) | Portsmouth Naval Shipyard                                                    | 26 июня 1944                    | 24 августа 1972 или 15 августа 1973     | 11 августа 1998                              | Бывшая подлодка ВМС США USS Threadfin (SS-410). |
| Икинджи Инёню       | TCG İkinci İnönü (S-333)   |             | Тип «Балао» (модернизирована по программе GUPPY III) | Тип «Балао» (модернизирована по программе GUPPY III) | Electric Boat, Гротон                                                        | 10 июня 1945                    | 21 ноября 1973 или 12 февраля 1974      | 18 октября 1996                              | Бывшая подлодка ВМС США USS Corporal (SS-346). |
| Чанаккале           | TCG Çanakkale (S-341)      |             | Тип «Балао» (модернизирована по программе GUPPY III) | Тип «Балао» (модернизирована по программе GUPPY III) | Electric Boat, Гротон                                                        | 1 апреля 1945                   | 21 ноября 1973 или 12 февраля 1974      | 22 января 1998                               | Бывшая подлодка ВМС США USS Cobbler (SS-344). |
| Улучалиреис         | TCG Uluçalireis (S-338)    |             | Тип «Тенч» (модернизирована по программе GUPPY IIA)  | Тип «Тенч» (модернизирована по программе GUPPY IIA)  | Portsmouth Naval Shipyard                                                    | 7 июля 1944                     | 3 мая 1972 или 24 августа 1973          | 7 августа 2000                               | Бывшая подлодка ВМС США USS Thornback (SS-418). |
| Джербе              | TCG Cerbe (S-340)          |             | Тип «Тенч» (модернизирована по программе GUPPY IIA)  | Тип «Тенч» (модернизирована по программе GUPPY IIA)  | Portsmouth Naval Shipyard                                                    | 18 августа 1944                 | 24 августа 1972 или 27 мая 1973         | 23 июля 1999                                 | Бывшая подлодка ВМС США USS Trutta (SS-421). |
| Пириреис            | TCG Pirireis (S-343)       |             | Тип «Тэнг»                                           | Пири Реис (тур. Piri Reis)                           | Portsmouth Naval Shipyard, Киттери                                           | 18 апреля 1949                  | 29 февраля, 21 марта или 21 апреля 1980 | 13 августа 2004                              | Бывшая подлодка ВМС США USS Tang (SS-563). |
| Хызырреис           | TCG Hızırreis (S-342)      |             | Тип «Тэнг»                                           | Пири Реис (тур. Piri Reis)                           | Portsmouth Naval Shipyard, Киттери                                           | 20 мая 1950                     | 30 сентября 1983                        | 31 января 2004                               | Бывшая подлодка ВМС США USS Gudgeon (SS-567). |
| Атылай              | TCG Atılay (S-347)         |             | Тип 209/1200                                         | Ай (тур. Ay) / Атылай (тур. Atılay)                  | Howaldtswerke, Киль                                                          | 23 октября 1974                 | 23 или 29 июля 1975                     | Ноябрь 2016                                  | — |
| Салдырай            | TCG Saldıray (S-348)       |             | Тип 209/1200                                         | Ай (тур. Ay) / Атылай (тур. Atılay)                  | Howaldtswerke, Киль                                                          | 14 февраля 1975                 | 21 октября 1975                         | Ноябрь 2014                                  | — |
| Батырай             | TCG Batıray (S-349)        |             | Тип 209/1200                                         | Ай (тур. Ay) / Атылай (тур. Atılay)                  | Howaldtswerke, Киль                                                          | 24 или 26 октября 1977          | 20 июля 1978                            | В строю (на 2019 год)                        | — |
| Йылдырай            | TCG Yıldıray (S-350)       | —           | Тип 209/1200                                         | Ай (тур. Ay) / Атылай (тур. Atılay)                  | Gölcük Naval Shipyard, Коджаэли, Измит                                       | 20 июля 1977 или 20 июля 1979   | 20 июля 1981                            | В строю (на 2019 год)                        | — |
| Доганай             | TCG Doğanay (S-351)        | —           | Тип 209/1200                                         | Ай (тур. Ay) / Атылай (тур. Atılay)                  | Gölcük Naval Shipyard, Коджаэли, Измит                                       | 16 ноября 1983                  | 16 ноября 1984 или 16 ноября 1985       | В строю (на 2019 год)                        | — |
| Долунай             | TCG Dolunay (S-352)        | —           | Тип 209/1200                                         | Ай (тур. Ay) / Атылай (тур. Atılay)                  | Gölcük Naval Shipyard, Коджаэли, Измит                                       | 21 или 22 июля 1988             | 21 или 29 июля 1989                     | В строю (на 2019 год)                        | — |
| Превезе             | TCG Preveze (S-353)        |             | Тип 209T1/1400                                       | Превезе (тур. Preveze)                               | Gölcük Naval Shipyard, Коджаэли, Измит                                       | 22 или 27 октября 1993          | 27 или 28 июля 1994                     | В строю (на 2019 год)                        | — |
| Сакарья             | TCG Sakarya (S-354)        |             | Тип 209T1/1400                                       | Превезе (тур. Preveze)                               | Gölcük Naval Shipyard, Коджаэли, Измит                                       | 28 июля 1994                    | 23 сентября или 21 декабря 1995         | В строю (на 2019 год)                        | — |
| 18 Март             | TCG 18 Mart (S-355)        | —           | Тип 209T1/1400                                       | Превезе (тур. Preveze)                               | Gölcük Naval Shipyard, Коджаэли, Измит                                       | 25 августа 1997                 | 24 июня или 28 июля 1998                | В строю (на 2019 год)                        | — |
| Анафарталар         | TCG Anafartalar (S-356)    |             | Тип 209T1/1400                                       | Превезе (тур. Preveze)                               | Gölcük Naval Shipyard, Коджаэли, Измит                                       | 1 сентября 1998                 | 22 июля 1999                            | В строю (на 2019 год)                        | — |
| Гюр                 | TCG Gür (S-357)            | —           | Тип 209T2/1400                                       | Гюр (тур. Gür)                                       | Gölcük Naval Shipyard, Коджаэли, Измит                                       | Май 2002                        | 24 июля 2003                            | В строю (на 2019 год)                        | — |
| Чанаккале           | TCG Çanakkale (S-358)      | —           | Тип 209T2/1400                                       | Гюр (тур. Gür)                                       | Gölcük Naval Shipyard, Коджаэли, Измит                                       | Сентябрь 2002 или 23 июня 2004  | 26 июля 2005                            | В строю (на 2019 год)                        | — |
| Буракреис           | TCG Burakreis (S-359)      | —           | Тип 209T2/1400                                       | Гюр (тур. Gür)                                       | Gölcük Naval Shipyard, Коджаэли, Измит                                       | 2 или 5 сентября 2006           | 15 февраля 2006                         | В строю (на 2019 год)                        | — |
| Биринджи Инёню      | TCG Birinci İnönü (S-360)  | —           | Тип 209T2/1400                                       | Гюр (тур. Gür)                                       | Gölcük Naval Shipyard, Коджаэли, Измит                                       | Май 2006                        | 22 июля 2007                            | В строю (на 2019 год)                        | — |
| Пири Реис           | TCG Piri Reis (S-330)      | —           | Тип 214                                              | Реис (тур. Reis)                                     | Howaldtswerke-Deutsche Werft (проект) Gölcük Naval Shipyard, Коджаэли, Измит | Март 2021                       | 24 августа 2024                         | В строю                                      | Заложена 22 декабря 2019 года, в 2022 году вышла на первые ходовые испытания |
| Хызыр Реис          | TCG Hızır Reis (S-331)     | —           | Тип 214                                              | Реис (тур. Reis)                                     | Howaldtswerke-Deutsche Werft (проект) Gölcük Naval Shipyard, Коджаэли, Измит | 2020                            | 2025 (план)                             | На ходовых испытаниях с 24 августа 2024 года | — |
| Мурат Реис          | TCG Murat Reis (S-332)     | —           | Тип 214                                              | Реис (тур. Reis)                                     | Howaldtswerke-Deutsche Werft (проект) Gölcük Naval Shipyard, Коджаэли, Измит | 2021                            | 2026 (план)                             | В постройке (на 2024 год)                    | — |
| Айдын Реис          | TCG Aydın Reis (S-333)     | —           | Тип 214                                              | Реис (тур. Reis)                                     | Howaldtswerke-Deutsche Werft (проект) Gölcük Naval Shipyard, Коджаэли, Измит | 2022                            | К 2029 (план)                           | В постройке (на 2024 год)                    | — |
| Сейди Али Реис      | TCG Seydi Ali Reis (S-334) | —           | Тип 214                                              | Реис (тур. Reis)                                     | Howaldtswerke-Deutsche Werft (проект) Gölcük Naval Shipyard, Коджаэли, Измит | 2023                            | К 2029 (план)                           | В постройке (на 2024 год)                    | — |
| Селман Реис         | TCG Selman Reis (S-335)    | —           | Тип 214                                              | Реис (тур. Reis)                                     | Howaldtswerke-Deutsche Werft (проект) Gölcük Naval Shipyard, Коджаэли, Измит | 2024                            | К 2029 (план)                           | В постройке (на 2024 год)                    | — |

## Комментарии
1. ↑  Названия подлодок на русском языке приводятся в соответствии с турецко-русской практической транскрипцией.
2. ↑  Здесь и далее TCG — сокращение от «Türkiye Cumhuriyeti Gemisi» (тур. Подводная лодка Турецкой Республики).
3. ↑  Изначальное написание — Birindji-In-Uni[4].
4. ↑  Изначальное написание — Ikindji-In-Uni[4].
5. ↑  В переводе с турецкого — «громкий, зычный» или «гром, удар грома».
6. 1 2 3 4  Названия этих четырёх подлодок оглашены в письме президента Мустафы Кемаля Ататюрка премьер-министру Махмуду Джелялю Баяру от 17 января 1938 года.
7. ↑  В переводе с турецкого — «атакующий».
8. ↑  В переводе с турецкого — «стреляющий».
9. ↑  В переводе с турецкого — «топящий».
10. ↑  В переводе с турецкого — «блестящий».
11. ↑  Возвращена Турции в 1942 году[8].
12. ↑  Возвращена Турции в 1942 году[8].
13. ↑  Возвращена Турции в 1945 году[8].
14. ↑  Находилась в составе ВМС Великобритании[5], не вводилась в строй ВМС Турции[8].
15. ↑  В некоторых источниках носит название «Тургет Реис» (тур. Turget Reis)[14] или «Тургут Реис» (тур. Turgut Reis)[15].
16. ↑  В некоторых источниках носит название «Пири Реис» (тур. Piri Reis)[14].
17. ↑  В некоторых источниках носит название «Хызар Реис» (тур. Hızar Reis)[14] или «Хызыр Реис» (тур. Hızır Reis)[15].
18. ↑  В некоторых источниках носит название «Пири Реис» (тур. Piri Reis)[16].
19. ↑  В некоторых источниках носит название «Хызыр Реис» (тур. Hızar Reis)[16].
20. ↑  В переводе с турецкого — «рассвет».
21. ↑  В переводе с турецкого — «полнолуние».
22. ↑  Ранее носила название «Март» (тур. Mart)[16].